# アフター・ウェディング
『アフター・ウェディング』（デンマーク語: Efter brylluppet、英語: After the Wedding）は、2006年のデンマークのドラマ映画。監督はスサンネ・ビア、出演はマッツ・ミケルセン、ロルフ・ラッスゴード、シセ・バベット・クヌッセンなど。
2006年度のアカデミー賞にて外国語映画賞にノミネートされた。
2019年には『秘密への招待状』としてハリウッドリメイクされたが、主人公の性別が男性から女性に変更されている。

## ストーリー
インドで孤児院を運営するヤコブは、日々身を粉にして孤児達のために働いていた。しかし財政的には厳しく、破産寸前の状態に陥ってしまう。そんな時、デンマークのある会社から寄付の申し出がある。しかしそれにはヤコブがコペンハーゲンを訪れてCEOと面会するという条件がついていた。渋々インドからコペンハーゲンに向かったヤコブは、CEOのヨルゲンに会う。しかしヨルゲンは、まだどの団体に寄付をするか決めておらず、決定は後日すると語る。話が違うと戸惑うヤコブをよそにヨルゲンは、娘アナが週末に結婚するので、式に来るようにと半ば強引にヤコブを招待する。
結婚式に出席したヤコブはそこで、20年振りに元恋人のヘレネに再会する。ヘレネはヨルゲンの妻となっていた。しかも結婚式のスピーチで娘アナは、自分はヨルゲンの実の娘ではなく、ヘレネの前恋人の娘であると明かす。アナは自分の娘かもしれないと動揺したヤコブは翌日、ヘレネを問い詰める。

## キャスト
- ヤコブ: マッツ・ミケルセン
- ヨルゲン: ロルフ・ラッスゴード（スウェーデン語版）
- ヘレネ: シセ・バベット・クヌッセン
- アナ: スティーネ・フィッシャー・クリステンセン（デンマーク語版）
- クリスチャン: クリスチャン・タフドルップ（デンマーク語版）
- マーティン: フレデリック・グリッツ・アーンスト
- モートン: クリスチャン・グリッツ・アーンスト
- アネッテ: イーダ・ドゥインガー（デンマーク語版）

## 作品の評価
Rotten Tomatoesによれば、105件の評論のうち高評価は88%にあたる92件で、平均点は10点満点中7.4点、批評家の一致した見解は「キャストたちは『アフター・ウェディング』のメロドラマ的な脚本に命を吹き込み、感情的に生々しく、満足のいく映画を作り上げている。」となっている。
Metacriticによれば、29件の評論のうち、高評価は28件、賛否混在は1件、低評価はなく、平均点は100点満点中78点となっている。